# Yoann Étienne
Pour les articles homonymes, voir Étienne.
Yoann Étienne, né le 19 mai 1997 à Paris, est un footballeur français qui évolue au poste de latéral gauche ou d'ailier gauche au SO Romorantin

## Biographie

### En club
Avec l'équipe des moins de 19 ans de l'AS Monaco, Yoann Étienne remporte la Coupe Gambardella en 2016. Il signe son premier contrat professionnel avec son club formateur en avril 2018.
Quelques semaines plus tard, il est prêté pour une saison au Cercle Bruges, club partenaire de l'ASM.
Le natif de Paris, disputera 31 matches en Belgique, avec 4 passes décisives à la clé.
Le 5 Octobre 2020, il est transféré définitivement au FC Lorient, après plusieurs essais en terre morbihannaise.

## Statistiques
| Saison                | Club                     | Championnat           | Championnat | Championnat | Coupe nationale | Coupe nationale | Coupe de la Ligue | Coupe de la Ligue | Compétition(s) continentale(s) | Compétition(s) continentale(s) | Compétition(s) continentale(s) | Total | Total |
| Saison                | Club                     | Division              | M.          | B.          | M.              | B.              | M.                | B.                | Comp.                          | M.                             | B.                             | M.    | B.    |
| 2018-2019             | Cercle Bruges KSV (prêt) | Jupiler Pro League    | 25+6        | 0           | -               | -               | -                 | -                 | -                              | -                              | -                              | 31    | 0     |
| 2019-2020             | AS Monaco                | Ligue 1               | -           | -           | -               | -               | -                 | -                 | -                              | -                              | -                              | 0     | 0     |
| 2020-2021             | FC Lorient               | Ligue 1               | -           | -           | -               | -               | -                 | -                 | -                              | -                              | -                              | 0     | 0     |
| Total sur la carrière | Total sur la carrière    | Total sur la carrière | 31          | 0           | 0               | 0               | 0                 | 0                 | -                              | 0                              | 0                              | 31    | 0     |

## Palmarès

### En club
|  |  | - AS Monaco - Coupe Gambardella : - Vainqueur : 2016 |